# Grito
A Grito (magyarul: Kiáltás) Iolanda portugál énekesnő dala, mellyel Portugáliát képviselte a 2024-es Eurovíziós Dalfesztiválon Malmőben. A dal 2024. március 9-én, a portugál nemzeti döntőben, a Festival da Canção-ban megszerzett győzelemmel érdemelte ki a dalversenyen való indulás jogát.

## Eurovíziós Dalfesztivál
2024. január 18-án jelentette be a Rádio e Televisão de Portugal, hogy az énekesnő dala is bekerült a Festival da Canção elnevezésű nemzeti döntő mezőnyébe. Dalával az első elődöntőben vett részt, ahonnan továbbjutott a verseny döntőjébe. A március 9-i döntőben a dala a zsűri és a nézők szavazati alapján megnyerte a válogatóműsort így ő képviselhette hazáját az Eurovíziós Dalfesztiválon.
A dalt először a május 7-én rendezendő első elődöntőben fellépési sorrendben tizennegyedikként adták elő, az Ausztráliát képviselő Electric Fields One Milkali (One Blood) című dala után és a Luxemburgot képviselő Tali Fighter című dala előtt. Az elődöntőből nyolcadik helyezettként továbbjutott a május 11-i döntőbe, ahol fellépési sorrendben tizennyolcadikként lépett fel, a Finnországot képviselő Windows95man No Rules! című dala után és az Örményországot képviselő Ladaniva Jako című dala előtt. A zsűri szavazáson a hetedik helyen végzett 139 ponttal (az Egyesült Királyságtól, Franciaországtól és Horvátországtól maximális pontot kapott), míg a nézői szavazáson a huszadik helyen végzett 13 ponttal, így összesítésben 152 ponttal a verseny tizedik helyezettje lett.
A következő portugál induló a Napa Deslocado című dala volt a 2025-ös Eurovíziós Dalfesztiválon.

## Galéria

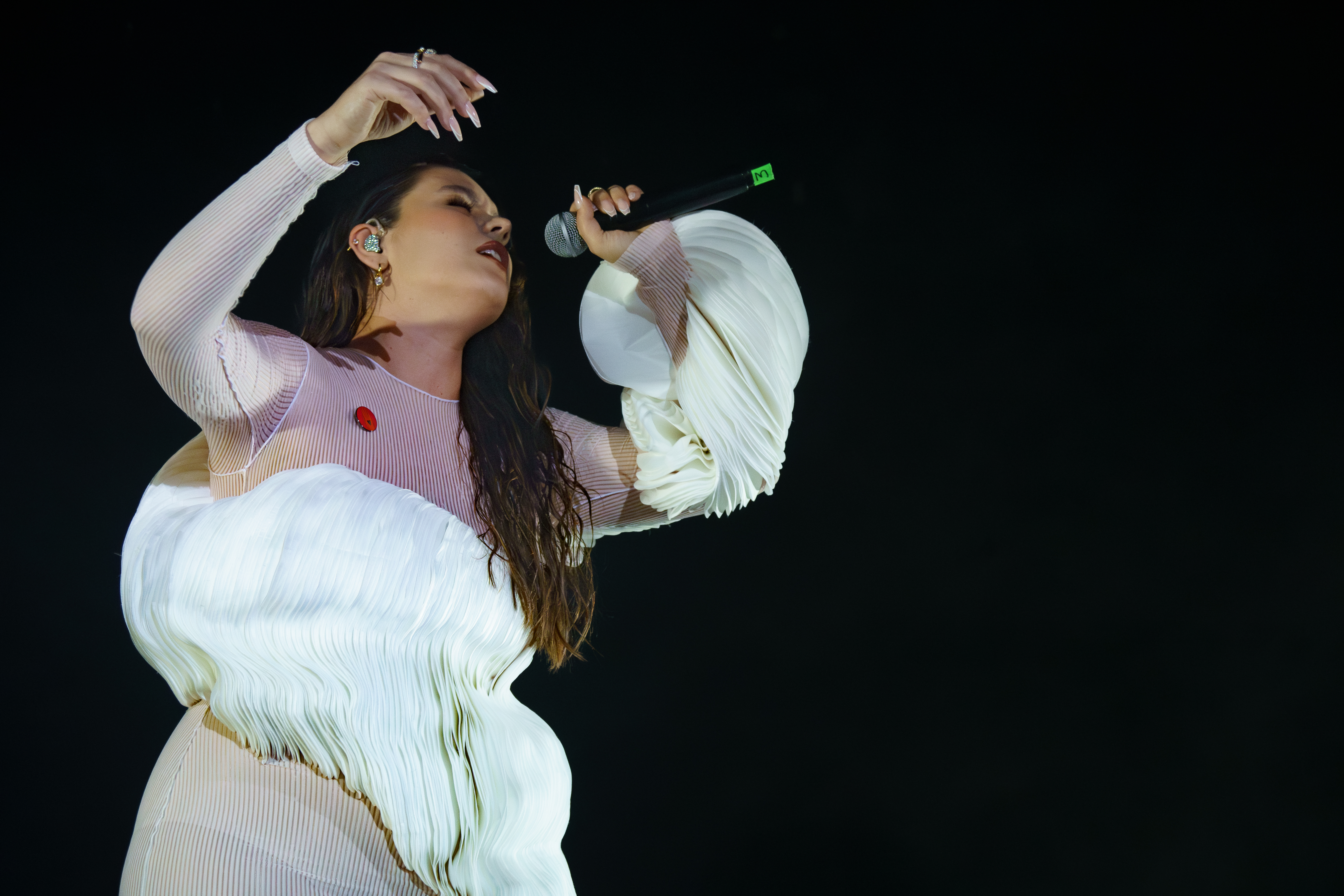
A madridi Eurovíziós partin
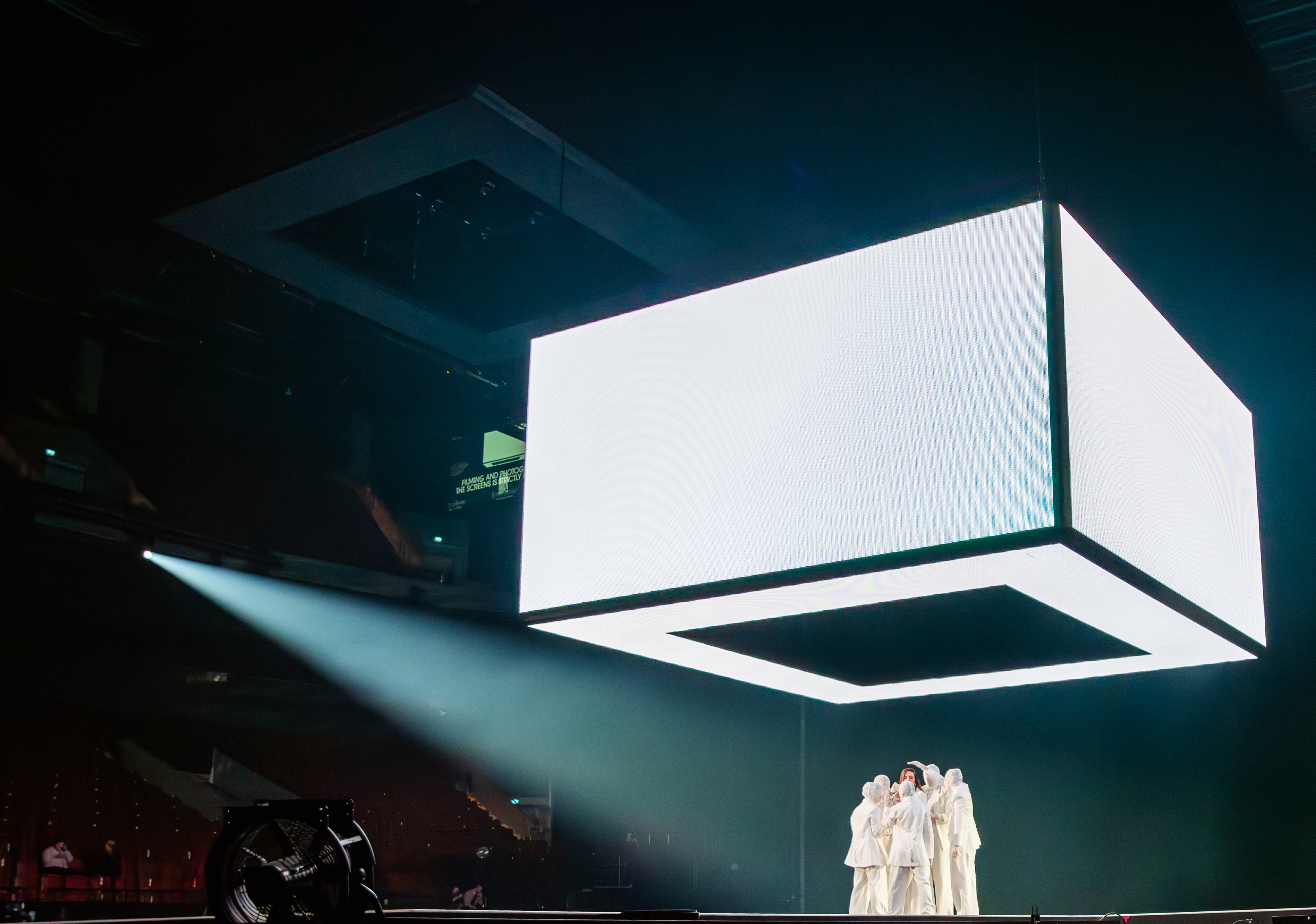
Az elődöntőben
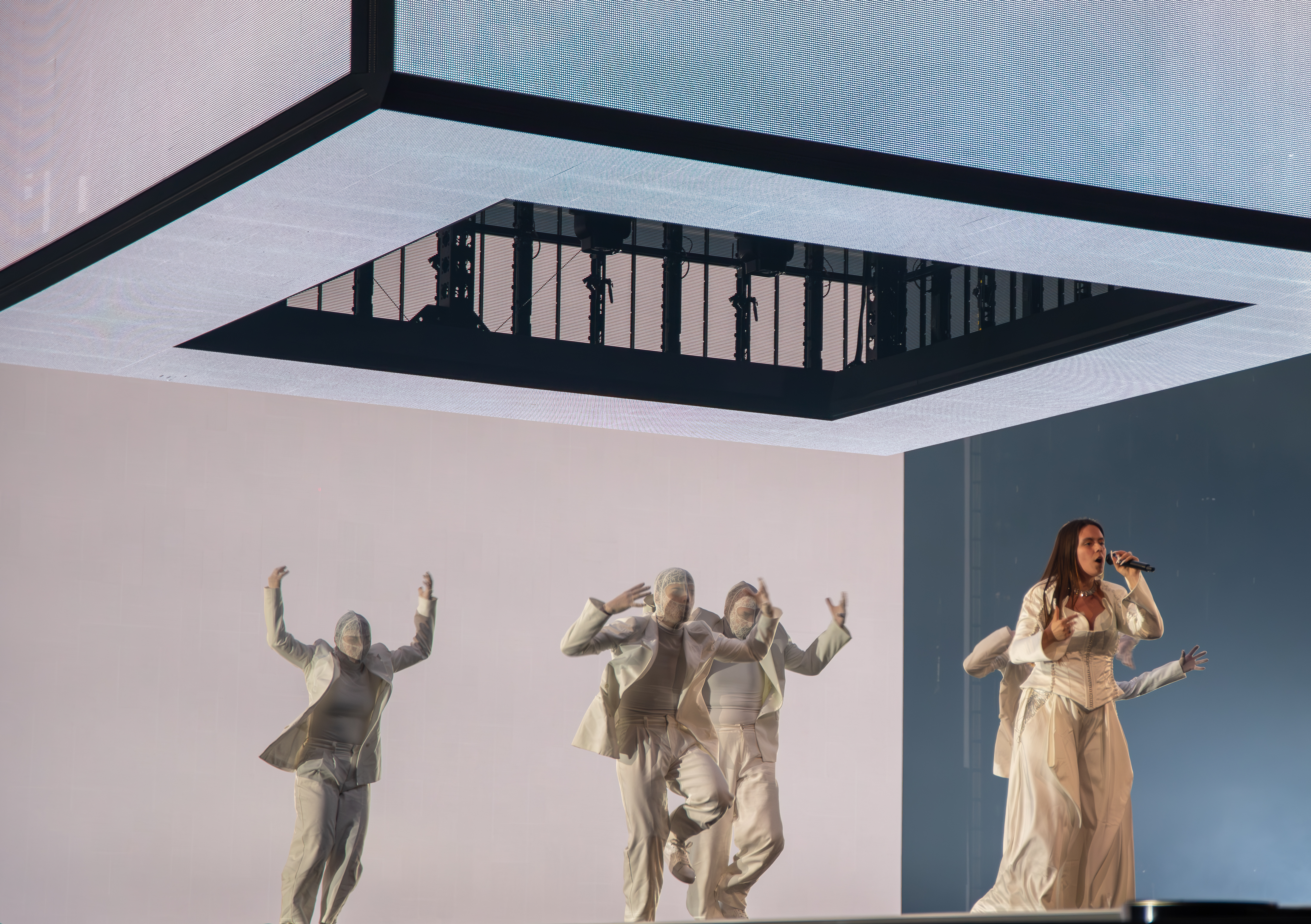
A döntőben